# Tithorea macasica
Tithorea macasica är en fjärilsart som beskrevs av Friedrich Wilhelm Niepelt 1915. Tithorea macasica ingår i släktet Tithorea och familjen praktfjärilar. Inga underarter finns listade i Catalogue of Life.